# Srednje Karavanke
Srednje Karavanke obsegajo osrednji del Karavank med Severnimi in Južnimi Karavankami. Po Gamsovi pokrajinsko-ekološki členitvi Slovenije spada v Alpsko Slovenijo.
Srednje Karavanke so sestavljene iz več vzporednih gorskih slemen, ki ležijo v smeri zahod-vzhod. Na vzhodu se ponekod stikajo z Kamniškimi in Savinjskimi Alpami. Najvišji vrh je Stol (2.236 m).
Največje naselje na področju je Zgornje Jezersko.